# Martin Haspelmath
Martin Haspelmath, född 1963, är en tysk lingvist. Hans arbetar mest med jämförande språkforskning för att utröna vad som är universellt i språkens grammatiska och lexikala system.